# Huron County, Michigan
Huron County är ett administrativt område i delstaten Michigan, USA. År 2010 hade countyt 33 118 invånare. Den administrativa huvudorten (county seat) är Bad Axe. 

## Geografi
Enligt United States Census Bureau så har countyt en total area på 5 533 km². 2 168 km² av den arean är land och 3367 km² är vatten.   

### Angränsande countyn
- Sanilac County - sydost
- Tuscola County - sydväst
- Huronsjön (engelska: Lake Huron; franska: Lac Huron) - nordväst, nordöst